# Votschia
Votschia nemophila es la única especie del género monotípico Votschia perteneciente a la familia  Primulaceae. Es originaria de un área pequeña en el noreste de Panamá, cerca de la frontera con Colombia.

## Descripción
Son arbustos que alcanzan un tamaño de hasta 3 m de altura; con ramitas densamente glandular-punteadas, esparcidamente lenticeladas, parduscas. Láminas foliares 8-15 × 3-3.5 cm, angostamente obovadas a oblanceoladas o elípticas, coriáceas, la base atenuada, el ápice obtuso o cortamente obtuso-acuminado; nervaduras laterales bastante conspicuas; pecíolos 5-10 × 1-1.2 mm. Las inflorescencias en racimos de 0.5-1 cm, con 2-5 flores; pedicelos 5-10 mm. Lobos del cáliz   4.5 × 5 mm; corola amarilla, el tubo c. 5 mm, los lobos   7 × 8 mm; estambres  4.5 mm, estaminodios   4 × 4 mm. Frutos hasta   3 cm de diámetro, subglobosos, amarillos, el pericarpo 1.3-1.6 mm de grueso; semillas 6-13, 11-14 mm.

## Hábitat
Se encuentra en las selvas caducifolias o subcaducifolias. a una altitud de 0-100 metros.

## Taxonomía
Votschia nemophila fue descrita por (Pittier) B.Ståhl y publicado en Brittonia 45(3): 205–207, f. 1. 1993.
Sinonimia
- Jacquinia nemophila Pittier	[4]